# Jerzy Szwarc
Jerzy Szwarc (ur. w Nowosadach) – polski pilot cywilny. Zdobył duże uznanie po udanym awaryjnym lądowaniu lotu PLL LOT 016, podczas którego pełnił rolę drugiego pilota.  

## Życiorys
Ukończył Ośrodek Kształcenia Lotniczego Politechniki Rzeszowskiej. Jest żonaty z Dorotą Sołowińską-Szwarc.
Podczas awaryjnego lądowania lotu PLL LOT 016, które spowodowane było awarią podwozia, Szwarc zajmował miejsce drugiego pilota. Załoga samolotu była komplementowana za zachowanie spokoju i bezpieczne lądowanie mimo niebezpiecznej sytuacji. Największe pochwały za udany manewr zebrał pierwszy pilot, Tadeusz Wrona.
W czasie uroczystości w Pałacu Prezydenckim w dniu 7 listopada 2011 prezydent Bronisław Komorowski uhonorował członków załogi. Jerzy Szwarc został odznaczony Krzyżem Kawalerskim Orderu Odrodzenia Polski, „za profesjonalizm i wzorową postawę w obliczu zagrożenia życia ludzkiego”. 28 listopada 2022 wykonał swój ostatni lot na trasie Warszawa - Berlin - Warszawa, przechodząc na emeryturę.